# Lista episcopilor greco-catolici de Cluj-Gherla
Lista episcopilor de Cluj-Gherla:
- Ioan Alexi (1854 - 29 iunie 1863, deces)
- Ioan Vancea (25 septembrie 1865 - 21 decembrie 1868, devenit arhiepiscop de Alba Iulia și Făgăraș)
- Mihail Pavel (23 decembrie 1872 - 15 mai 1879, devenit episcop de Oradea Mare)
- Ioan Sabo (15 mai 1879 - mai 1911, deces)
- Vasile Hossu (16 decembrie 1911 - 13 ianuarie 1916, deces)
- Iuliu Hossu (17 aprilie 1917 - 28 mai 1970, deces)
- Ioan Cherteș (noiembrie 1949 - martie 1990), arhiepiscop ad personam, episcop titular de Cantano și episcop-auxiliar de Cluj-Gherla
- George Guțiu (14 martie 1990 - 18 iulie 2002, pensionare)
- Florentin Crihălmeanu (18 iulie 2002 - 12 ianuarie 2021, deces)
- Claudiu-Lucian Pop (14 aprilie 2021 - prezent)